# 鞘偏顶蛤
鞘偏顶蛤（学名：Modiolus vagina），是贻贝目壳菜蛤科偏顶蛤属的一种。主要分布于南海、中国大陆、台湾，常栖息在潮间带，一般生活于低潮线附近。